# 김진백
김진백(1936년 5월 20일 ~ )은 대한민국의 정치인이다. 제45·46대 창녕군수를 역임했다.

## 학력
- 길곡국민학교 (졸업)
- 마산동중학교 (졸업)
- 마산상업고등학교 (졸업)
- 경북대학교 (정치학 / 학사)

## 역대 선거 결과
|  | 35.57% |

|  | 57.29% |